# Центр правових рішень
Правозахисна організація "Центр правових рішень" - українська громадська правозахисна неприбуткова організація, заснована 15 грудня 2021 року у Херсоні. Діє на основі Статуту, прийнятого Загальними зборами засновників.

## Мета та задача організації
Основна задача організації - спрямована на утвердження принципів верховенства права як фундаменту демократичного суспільства. Захист прав людини та сприяння рівності всіх перед законом, протистояння дискримінації у будь-яких її проявах, і надання підтримки постраждалим від порушень прав.
Головна мета - захист прав та інтересів громадян України. 
Основні напрямки діяльності: 
- Юридичний захист та консультування осіб, права яких були порушені через дискримінацію, бездіяльність органів влади чи корупційні дії.
- Моніторинг законодавства, судової та адміністративної практики — з метою виявлення системних прогалин, суперечностей або небезпечних тенденцій у сфері прав людини.
- Адвокація законодавчих змін, спрямованих на посилення правових гарантій, прозорості судових процесів та доступу до правосуддя.
- Громадський контроль за діяльністю органів влади, правоохоронних структур та судової системи — задля попередження корупційних зловживань та сприяння прозорості.
- Освітні ініціативи — підвищення правової грамотності населення, просування ідей толерантності, правової культури та активного громадянства.

## Діяльність
З 01.11.2023 року реалізувала "Програму правової допомоги в Херсонській області" за підтримки Німецького Фонду Маршалла США на деокупованих територіях Херсонської області метою якої є :
- Підтримати незахищені верстви населення, військових, родичів військовополонених, постраждалих від російської збройної агресії в Україні.
- Допомогти постраждалим що втратили документи в їх відновленню, постраждалим що втратили житло отримати адміністративні послуги по його відновленню.
- Допомогти сім’ям військово-полонених в захисті їхніх прав та інтересів.
- Допомогти громадянам України в захисті від дискримінації.
- Надати юридичну підтримку чи супровід постраждалим.[6][7][8]

Разом з ГО "Інтенція" підтримують введення чітких термінів військової служби в Україні.

## Співпраця
В 2023-2024 році Організація уклала меморандуми про співпрацю в захисті прав людини з: ГО "Надія Херсон", ГО "Інтенція", ГО "Перфект", Станіславською сільською військовою адміністрацією.